# 大滝雅良
大滝 雅良（おおたき まさよし、旧姓：川口、1951年9月15日 - ）は、静岡県清水市（現静岡市清水区）出身のサッカー指導者、元サッカー選手。静岡市立清水商業高等学校前監督。静岡市立清水桜が丘高等学校監督。

## 略歴
清水商業高校時代に苫米地康文の指導を受ける。3年時には主将を務め、1969年の高校総体準優勝に貢献した。拓殖大学を経て1974年に母校の商業科教師として赴任し、苫米地の後を継いでサッカー部監督に就任した。1985年の高校選手権初優勝を皮切りに、これまで高校選手権優勝3回、高校総体優勝4回、全日本ユース選手権優勝5回に導くなど、2012年3月の定年まで同校の監督として後進の指導を行った。
また風間八宏、藤田俊哉、名波浩、川口能活、安永聡太郎、小野伸二、水野晃樹の7名を海外プロリーグへ輩出したことを始め、数多くの教え子達を日本代表やJリーグへと送り出している。
近年は高校生の最大の目標と呼ばれる高校選手権で優勝することよりも、「26、27歳でピークを迎えた時に評価される選手を育成する」ことに重点を置いて指導を行っている。また教え子の風間八宏と共に「清水スペシャルトレーニングセンター」を立ち上げ、若年層の育成にも努めている。

## 選手経歴
- 清水商業高等学校
- 拓殖大学

## 指導者経歴
- 清水商業高等学校
- 清水桜が丘高等学校
- 静岡県国体選抜